# Garcinia ovalifolia
Garcinia ovalifolia là một loài thực vật có hoa trong họ Bứa. Loài này được Oliv. mô tả khoa học đầu tiên năm 1868.